# The Final Cut (chanson)
Pour les articles homonymes, voir The Final Cut.
Pistes de The Final Cut
Southampton Dock
(10) Not Now John
(12)
The Final Cut est la chanson éponyme de l'ultime album de Pink Floyd avec Roger Waters au sein du groupe, The Final Cut.
Elle se rapproche fortement de l'album précédent, The Wall, dans lequel elle aurait dû d'ailleurs apparaître. Son narrateur est un homme dépressif et au bord du suicide, en qui on peut voir Pink, le héros de The Wall, après la destruction de son mur intérieur. Le premier couplet s'achève d'ailleurs sur ces mots : « And if you make it past the shotguns in the hall, dial the combination, open the priesthole, and if I'm in I'll tell you what's behind the wall » (« Et si tu dépasses les fusils de chasse dans le hall, compose la combinaison, ouvre la porte de la cachette, et si j'y suis, je te dirai ce qu'il y a derrière le mur »), avec les mots « what's behind the wall » couverts par la détonation d'un fusil.
Le titre fait à la fois référence au clap de fin (traduction littérale), déjà évoqué dans la chanson précédente, Southampton Dock, mais aussi au suicide manqué du narrateur, qui, une lame de rasoir entre les mains, n'a « jamais eu le cran d'effectuer l'ultime coupure » (« the nerve to make the final cut »).

## Musiciens
- Roger Waters - guitare basse et voix
- David Gilmour - guitares
- Andy Bown - piano
- Nick Mason - batterie
- Ray Cooper - tambourin
- Michael Kamen - piano et chef d'orchestre
- National Philharmonic Orchestra - orchestre

## Liens
- Site officiel de Pink Floyd
- Site officiel de Roger Waters
- Site officiel de David Gilmour